# Alex Mayer
Alexandra Louise Mayer (couramment appelée Alex Mayer), née le 2 juin 1981 à High Wycombe, est une femme politique britannique. Membre du Parti travailliste, elle est députée européenne de 2016 à 2019. Elle est élue députée britannique en 2024.

## Biographie
Alex Mayer est née à High Wycombe dans le Buckinghamshire et a grandi à Crawley. Depuis 2001, elle est diplômée en Histoire de l'université d'Exeter. Elle dispose également d'un master en études politiques et parlementaires de l'université de Leeds. 
Membre du Parti travailliste, elle est candidate aux élections européennes de 2014 dans la circonscription d'Angleterre de l'Est en deuxième position sur la liste de son parti. Elle n'est pas élue mais intègre le Parlement européen le 15 novembre 2016 à la suite de la démission de Richard Howitt,.